# Matthias Herrmann (Fotograf)
Matthias Herrmann (* 4. Dezember 1963 in München) ist ein deutscher Balletttänzer und Fotograf. Er war von 2006 bis 2012 Professor an der Akademie der bildenden Künste in Wien.

## Leben
Herrmann erwarb ein Diplom an der Heinz-Bosl-Stiftung für Tanz in München. Ab 1986 war Herrmann an der Staatsoper Wien tätig. 1988 beendete er seine Tänzerkarriere und begann ein Studium an der Hochschule für angewandte Kunst Wien. 1993, in seinem Abschlussjahr, hatte er seine erste Ausstellung in der Wiener Secession. In seinen Arbeiten macht er seine Homosexualität zum Thema und setzt sich in ihnen mit der männlichen Sexualität auseinander. 1999 wurde Herrmann Präsident der Secession und erhielt 2006 eine Professur an der Akademie der bildenden Künste in Wien, ab 2013 ist er im Unirat der Akademie der bildenden Künste tätig. 2003 wurde er mit dem Förderpreis und 2005 mit dem Preis der Stadt Wien für Bildende Kunst ausgezeichnet. 2013 erhält Matthias Herrmann den Otto-Breicha-Preis für sein fotografisches Werk. Herrmann war für die österreichische Aidsaufklärungskampagne tätig.

## Auszeichnungen
- 2003 Förderpreis der Stadt Wien
- 2005 Preis der Stadt Wien für Bildende Kunst
- 2012 Österreichischer Kunstpreis für Künstlerische Fotografie[4]
- 2013 Otto-Breicha-Preis

## Ausstellungen (Auswahl)
Einzelausstellungen
- 2015 Galerie Steinek, Wien (Österreich)
- 2013 Museum der Moderne Salzburg, Salzburg (Österreich)
- 2012 Galerie Steinek, Wien (Österreich)
- 2007 Lazereti Art Club, Dubrovnik (Kroatien)
- 2006 Matice hrvatske, Zagreb (Kroatien)
- 2004 Betonsalon, Paris (Frankreich)
- 2002 Muzeum Sztuki/Galeria Potocka, Krakau (Polen)
- 1999 Rupertinum, Museum for Contemporary Art, Salzburg
- 1993 Wiener Secession, Wien

Ausstellungsbeteiligungen
- 2012 Leopold Museum (Wien)
- 2012 Lentos Kunstmuseum Linz
- 2012 21er Haus (Wien)
- 2011 Kunsthalle Wien
- 2011 Printed Matter (New York)
- 2010 Antebellum Gallery (Los Angeles)
- 2008 Fotomuseum Winterthur
- 2007 Australien Centre for Photography (Sydney)

## Publikationen (Auswahl)
- Rainer Iglar (Hrsg.): Matthias Herrmann 8x10, Fotohof edition, Salzburg, 2004, ISBN 978-3-901756-44-3
- Rirkrit Tiravanija (mit Interview Matthias Herrmann + Rirkrit Tiravanija), Secession, Wien, Walther König, Köln, 2003, ISBN 978-3-88375-702-5
- Matthias Herrmann u. a.: Textpieces 1996-1998, Edition Stemmle 1999, ISBN 978-3-908161-90-5
- Matthias Herrmann: Christopher Wool, Secession 2001, ISBN 3-901926-36-4
- Helmut Draxler, Matthias Herrmann: Michael Krebber, Secession, Wien, Walther König, Köln, 2003, ISBN 3-901926-81-X
- Matthias Herrmann: Manfred Erjautz, Secession, Wien, 2002, ISBN 3-901926-39-9
- Jeremy Millar, Matthias Herrmann: Simon Starling, Secession 2001, ISBN 3-901926-34-8
- Matthias Herrmann: 69, Printed Matter, New York, 2012, ISBN 978-0-89439-062-3
- Matthias Herrmann: 270 West 17th Street #20c NY NY 10011, FOTOHOF edition, Salzburg, 2012, ISBN 978-3-902675-70-5
- Matthias Herrmann: A-Z, FOTOHOF edition, Salzburg, 2017, ISBN 978-3-902993-49-6
- Matthias Herrmann: Mantua Mantua, FOTOHOF edition, Salzburg 2020, ISBN 978-3-902993-93-9